# Vernárske sedlo
Vernárske sedlo anebo Popová (1 053 m n. m.) je sedlo oddělující Nízké Tatry na západě od Slovenského ráje na východě. Leží mezi Popovou (1098,9 m n. m.) a Javorinou (1185,6 m n. m.).
Sedlem vede významná silniční spojnice Horního Pohroní a Gemeru se Spiší (silnice I/66). Zároveň spojuje údolí Hnilce s údolím Hornádu.
Sedlo nese název podle obce Vernár ležící pod sedlem severovýchodním směrem. Sedlo spojuje obec se železniční stanicí u osady Pusté Pole, tato stanice je nejodlehlejší železniční stanicí na Slovensku od stejnojmenné obce (8 km). Stanicí však všechny vlaky projíždějí.